# Serra del Bosc (les Valls d'Aguilar)
La Serra del Bosc és una serra situada al municipi de les Valls d'Aguilar a la comarca de l'Alt Urgell, amb una elevació màxima de 1.775 metres.